# تاتیانا گوتسو
تاتیانا گوتسو (به انگلیسی: Tatiana Gutsu) ژیمناست زادهٔ ۵ سپتامبر ۱۹۷۶ میلادی اهل کشور اوکراین است.